# Бузька сільська рада (Вознесенський район)
Бу́зька сільська́ ра́да — адміністративно-територіальна одиниця та орган місцевого самоврядування в Вознесенському районі Миколаївської області. Адміністративний центр — село Бузьке.

## Загальні відомості
- Населення ради: 2 043 осіб (станом на 2001 рік)

## Населені пункти
Сільській раді були підпорядковані населені пункти:
- с. Бузьке

## Склад ради
Рада складалася з 16 депутатів та голови.
- Голова ради: Баланюк Наталія Юріївна
- Секретар ради: Параконна Валентина Миколаївна

### Керівний склад попередніх скликань
| Прізвище, ім'я, по батькові   | Основні відомості                                            | Дата обрання | Дата звільнення |
| ----------------------------- | ------------------------------------------------------------ | ------------ | --------------- |
| Барбалат Олександр Михайлович | Сільський голова, 1957 року народження, безпартійний         | 26.03.2006   | 01.02.2008      |
| Кучер Олександр Борисович     | Сільський голова, 1964 року народження, член Партії регіонів | 01.06.2008   | 31.10.2010      |
| Баланюк Наталія Юріївна       | Сільський голова, 1976 року народження, член Партії регіонів | 31.10.2010   |                 |

Примітка: таблиця складена за даними сайту Верховної Ради України

### Депутати
За результатами місцевих виборів 2010 року депутатами ради стали:

#### За суб'єктами висування
| Суб'єкт висування | Кількість обраних депутатів | %    |
| ----------------- | --------------------------- | ---- |
| Партія регіонів   | 14                          | 87,5 |
| Самовисування     | 2                           | 12,5 |

#### За округами
| № округу        | Прізвище, ім'я, по батькові        | Дата визнання обраним | Освіта  | Партійна приналежність | Відомості про обраного депутата                      |
| --------------- | ---------------------------------- | --------------------- | ------- | ---------------------- | ---------------------------------------------------- |
| Партія регіонів |                                    |                       |         |                        |                                                      |
| 1               | Кубарева Галина Петрівна           | 01.11.2010            | вища    | член Партії регіонів   | Бузька амбулаторія, фельдшер                         |
| 2               | Васілевич Віктор Іванович          | 01.11.2010            | вища    | член Партії регіонів   | підприємець                                          |
| 3               | Мамай Людмила Миколаївна           | 01.11.2010            | вища    | член Партії регіонів   | Бузька сільська рада, бухгалтер                      |
| 4               | Параконна Валентина Миколаївна     | 01.11.2010            | вища    | позапартійна           | Бузька сільська рада, секретар виконкому             |
| 5               | Дякунчак Оксана Анатолівна         | 01.11.2010            | вища    | член Партії регіонів   | Бузький дошкільний навчальний заклад, завідувачка    |
| 7               | Шевчук Олександр Леонідович        | 01.11.2010            | середня | член Партії регіонів   | тимчасово не працює                                  |
| 8               | Костинюк Федір Миколайович         | 01.11.2010            | вища    | член Партії регіонів   | ВАТ «Зелений гай», механік                           |
| 9               | Роторянова Таїса Іванівна          | 01.11.2010            | вища    | позапартійна           | Бузька сільська рада, головний бухгалтер             |
| 10              | Чорний Олександр Іванович          | 01.11.2010            | середня | член Партії регіонів   | Бузька сільська рада, охоронець                      |
| 11              | Коваль Світлана Миколаївна         | 01.11.2010            | вища    | позапартійна           | Бузька сільська рада, інспектор ВОС                  |
| 12              | Кульчинська Антоніна Іванівна      | 01.11.2010            | вища    | член Партії регіонів   | Бузька сільська рада, спеціаліст по роботі з молоддю |
| 13              | Панова Тетяна Миколаївна           | 01.11.2010            | вища    | позапартійна           | Держкомзем, головний спеціаліст бухгалтер            |
| 14              | Громадюк Тарана Фірузовна          | 01.11.2010            | вища    | член Партії регіонів   | тимчасово не працює                                  |
| 16              | Кульчинський Євгеній Станіславович | 01.11.2010            | середня | позапартійний          | Бузька сільська рада, старший інспектор              |
| Самовисування   |                                    |                       |         |                        |                                                      |
| 6               | Оставненко Борис Микитович         | 01.11.2010            | вища    | член Партії регіонів   | пенсіонер                                            |
| 15              | Левенцов Олексій Григорович        | 01.11.2010            | вища    | позапартійний          | тимчасово не працює                                  |